# Malegaon
Malegaon är en stad i västra Indien och är belägen i distriktet Nashik i delstaten Maharashtra. Folkmängden uppgick till cirka en halv miljon invånare vid folkräkningen 2011. Storstadsområdet beräknades ha cirka 685 000 invånare 2018. Malegaon är administrativ huvudort för en tehsil (en kommunliknande enhet) med samma namn som staden. 